# CISPA – Helmholtz-Zentrum für Informationssicherheit

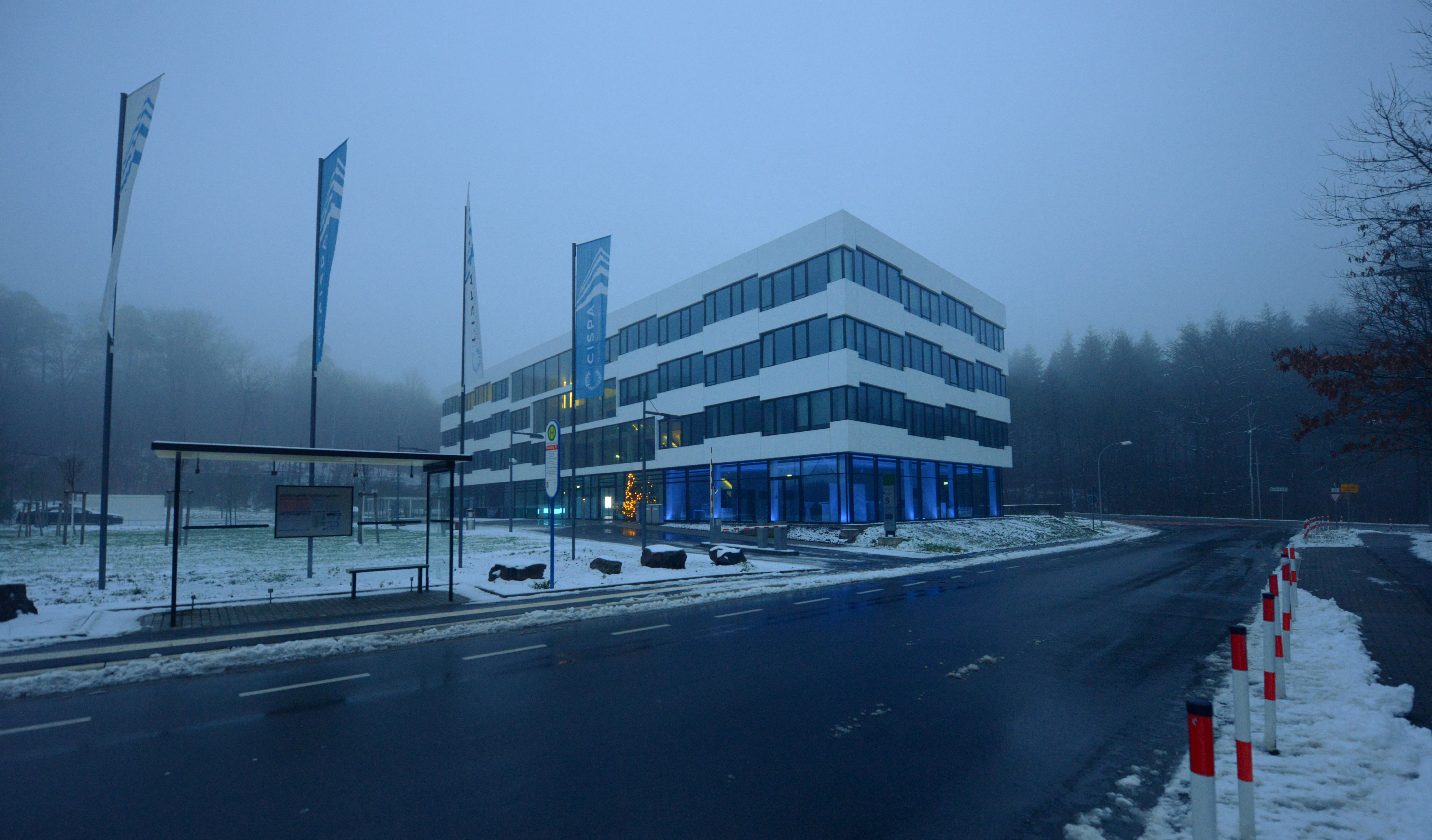
Gebäude der CISPA, Forschungseinrichtung für Informationssicherheit in Saarbrücken, Deutschland (2018)

Das CISPA – Helmholtz-Zentrum für Informationssicherheit gGmbH ist eine deutsche Forschungseinrichtung des Bundes und erforscht die Informationssicherheit in all ihren Bereichen. Es gehört seit dem 1. Januar 2019 zu den Forschungseinrichtungen der Helmholtz-Gemeinschaft deutscher Forschungszentren.

## Geschichte
Im Oktober 2011 wurde das Center for IT Security, Privacy and Accountability (CISPA)  als gefördertes BMBF-Kompetenzzentrum gegründet an der Universität des Saarlandes.
Im April 2016 erfolgte der Umzug in das erste eigene Gebäude; das zweite befindet sich in der Planung.
Am 13. April 2017 verkündete die Ministerpräsidentin des Saarlandes Annegret Kramp-Karrenbauer die Einigung zwischen dem Bund und dem Saarland, das CISPA zu einem Helmholtz-Zentrum für IT-Sicherheit auszubauen und dass CISPA-Direktor Michael Backes der Gründungsdirektor sein wird.
Daraufhin wurde Ende 2017 die Vorgesellschaft CISPA – Helmholtz-Zentrum für Informationssicherheit i.G. gGmbH gegründet. Die zwei Gesellschafter der gemeinnützige GmbH sind die Bundesrepublik Deutschland (90 %) sowie das Bundesland Saarland (10 %).
Am 18. September 2018 wurde auf der Helmholtz-Mitgliederversammlung nach erfolgreichem Abschluss der wissenschaftlichen Begutachtung in Abstimmung mit der Transferkommission die Aufnahme des CISPA beschlossen.
Seit dem 1. Januar 2019 ist CISPA offiziell als 19. Zentrum in die Helmholtz-Gemeinschaft aufgenommen. Am 17. Mai 2019 erfolgte die Umfirmierung von Helmholtz-Zentrum für Informationssicherheit – CISPA gGmbH in CISPA – Helmholtz-Zentrum für Informationssicherheit gGmbH.
Ende 2026 soll das CISPA einen neuen Standort in St. Ingbert beziehen. Das Zentrum soll dann im Vollausbau bis zu 800 Mitarbeiter umfassen.

## Finanzierung
Die Grundfinanzierung soll nach einer stetig steigenden Aufwuchsphase mehr als 50 Millionen Euro pro Jahr betragen. Im Jahr 2023 betrugen die Zuwendungen von Bund und Saarland insgesamt 32,6 Mio. Euro.

## Forschungsmission und Arbeitsgebiete
Aufgabe ist die Behandlung grundlegender Themen der Cybersicherheitsforschung im Zeitalter der Digitalisierung. Die Bandbreite reicht von theoretischer bis empirischer Forschung. Es ist in der Informatik verwurzelt mit Verknüpfungen in die Medizin, Jura und die Sozialwissenschaften.
Es gibt sechs Forschungsbereiche: Algorithmischen Grundlagen und Kryptographie, vertrauenswürdige Informationsverarbeitung, verlässliche Sicherheitsgarantien, Erkennung und Vermeidung von Cyber-Angriffen, sichere vernetzte und mobile Systeme und empirische und verhaltensorientierte Sicherheit.

## Institutionelle Kooperationen (Auswahl)

### CISPA-Stanford-Zentrum
Das CISPA-Stanford-Zentrum ist eine institutionelle Kooperation zwischen CISPA und der Stanford University. Es ermöglicht herausragenden Forschern, nach der Promotion, über einen Zeitraum von zwei Jahren an der Stanford-Universität als Gastprofessor (Visiting Assistant Professor) im Bereich der Cybersicherheit zu arbeiten und danach nach Deutschland zurückzukehren, um im Anschluss ihre Forschung als leitende Wissenschaftler am CISPA fortzusetzen.

### Helmholtz Medical Security, Privacy, and AI Research Center (HMSP)
Das Helmholtz Medical Security, Privacy, and AI Research Center, kurz HMSP, ist eine gemeinsame Forschungsinitiative von sechs Helmholtz-Zentren: CISPA, Deutsches Zentrum für Neurodegenerative Erkrankungen, Deutsches Krebsforschungszentrum, HelmholtzZentrum München, Helmholtz-Zentrum für Infektionsforschung und Max-Delbrück-Centrum für Molekulare Medizin.
Es befasst sich mit der Erforschung neuartiger Methoden zur vertrauenswürdigen Verarbeitung medizinischer Daten, der Entwicklung von datenschutzkonformen Schutzmechanismen sobald solche Daten gesammelt und geteilt werden, sowie der Analyse von Sicherheits- und Datenschutzrisiken für kritische System- und Softwarekomponenten in der medizinischen Anwendung.

### Forschungseinrichtung Cybersicherheit in Hannover
Im Oktober 2020 wurde vom niedersächsischen Ministerium für Wissenschaft und Kultur bekanntgegeben, dass das CISPA und die Universität Hannover künftig in Form einer neuen Forschungseinrichtung in Hannover kooperieren werden. Es soll sich auf die Forschungsschwerpunkte „Usable Security and Privacy“ sowie „Industrial Security“ konzentrieren.

## Lehre
Im Rahmen der Hochschulkooperation mit der Universität des Saarlandes bietet das CISPA einen Bachelor- und Masterstudiengang Cybersicherheit an. Bis zum Wintersemester 2024/25 wurde zusätzlich ein Masterstudiengang Entrepreneurial Cybersecurity angeboten. Ziel des Bachelorprogramms ist die Ausbildung von Cybersicherheitsexperten unmittelbar nach Eintritt in die Universität. Der Masterstudiengang bietet die Möglichkeit zur weiteren Vertiefung. Der Entrepreneurial Master kombiniert die Inhalte der Cybersicherheit mit wirtschaftlichen Aspekten und einem Gründungsprojekt.